# HMailServer
hMailServer — свободный почтовый сервер под платформу Windows. Он работает как служба Windows и включает в себя инструменты администрирования и резервного копирования. Поддерживает почтовые протоколы IMAP, POP3 и SMTP. Для хранения настроек и индексов использует базы данных типа MySQL, MS SQL или PostgreSQL, сами же почтовые сообщения хранятся на жестком диске в формате MIME.
В сервере поддерживаются все основные функции, такие как мультидоменность, алиасы и списки рассылок. Авторизация пользователей может проводиться используя локальную базу пользователей hMailServer или через базу Active Directory.
С 15 января 2022 года разработка прекращена. 

## Антиспам
hMailServer поддерживает несколько разных механизмов антиспама:
- «Черный» список хостов DNS (DNSBL)
- «Черный» список ссылок DNS (SURBL)
- «Серый список» (Greylisting — для успешной доставки сообщения необходима его повторная отсылка)
- SPF
- Встроенная интеграция с SpamAssassin
- DKIM

## Антивирус
hMailServer имеет встроенную поддержку антивируса ClamWin/ClamAV. Так же есть возможность использования любого антивирусного сканера с командной строкой.

## Другие возможности
- Подписи домена и аккаунтов
- Правила сервера (правила для отдельных аккаунтов доступны с версии 5)
- Получение сообщений со внешних почтовых серверов по протоколу POP3
- Квоты на домен, почтовый ящик и почтовые сообщения
- «Плюс»−адресация (создание виртуальных псевдонимов для аккаунта, используя «+», как это сделано в Gmail)
- Блокировка вложений (в зависимости от расширения файла вложения)
- Пользовательские маршруты SMTP для выбранных доменов (может использоваться для создания резервного копирования, перенаправления и проч.)
- Интерфейс программирования приложений (поддержка скриптовых языков VBScript и JScript)
- Встроенная поддержка SSL

## Интеграция
- ClamAV — антивирусное программное обеспечение
- SquirrelMail для веб-интерфейса, (требуется установленный сервер IIS или Apache); доступна проверка правописания
- SpamAssassin — антиспам−фильтр